# ウィニフレッド・ペニントン
ウィニフレッド・アン・ペニントン、結婚後はウィニフレッド・アン・トゥティン（Winifred Anne Pennington、 Winifred Anne Tutin、FRS 、1915年10月8日 – 2007年5月1日）は、イギリスの地水学者、植物学者である。

## 略歴
イングランドのカンブリア州のバロー＝イン＝ファーネスに生まれた。父親は郵便局職員である。1938年にレディング大学の植物学科を卒業した。大学では藻類を研究し、トム・ハリス（Tom Harris）の指導のもとで、レディング大学から藻類、コケ類の生態学の研究で1941年に博士号を得た。同じ年に淡水生物協会（Freshwater Biological Association）の研究者と共著で、「湖水堆積物の研究」（"The Study of Lake Deposits"）を「ネイチャー」に発表した
。
ウィンダミア湖周辺で行われた、淡水生物協会の短期講座で地水学者のモルトミア（Clifford H. Mortimer）や植物生態学者のピアソール（William Pearsall）と出会ったことがトゥティンのその後の研究の方向に影響を与え、藻類学や淡水湖の自然史や堆積学を研究した
。淡水生物協会やケンブリッジの生物学教室で働いた後、1947年からレスター大学の職員となり、1948年に非常勤講師、1961年に特別講師、1971年に名誉準教授（honorary reader）となった。
1974年に王立デンマークアカデミーの外国人会員に選ばれ、1979年に王立協会のフェローに選ばれた。1942年に結婚した夫のトーマス・トゥティン(Thomas Gaskell Tutin)もレスター大学の植物学者で王立協会のフェローに選ばれた。

## 著作
- W. H. Pearsall (1971). Mountains and Moorlands: With Revisions by Winifred Pennington "Mrs : T.G. Tutin". Collins 2013年6月4日閲覧。
- Winifred Pennington (1 July 1975). The History of British Vegetation. Taylor & Francis Group. ISBN 978-0-8448-0658-7 2013年6月4日閲覧。